# مايك ستيفنز (لاعب هوكي جليد)
مايك ستيفنز هو لاعب هوكي جليد كندي، ولد في 30 ديسمبر 1965 في كيتشنر في كندا.

## وصلات خارجية
- مايك ستيفنز على موقع دوري الهوكي الوطني (الإنجليزية)
- مايك ستيفنز على موقع EliteProspects.com (الإنجليزية)
- مايك ستيفنز على موقع Eurohockey.com (الإنجليزية)
- مايك ستيفنز على موقع HockeyDB.com (الإنجليزية)
- مايك ستيفنز على موقع Hockey-Reference.com (الإنجليزية)